# 랩지노믹스
랩지노믹스(Labgenomics Co. Ltd.)는 대한민국의 기업이다. 본사는 경기도 성남시 분당구 대왕판교로 700, 코리아바이오파크 B동 6층에 위치해 있으며 대표이사는 류재학이다  

## 상장
2014년 12월 16일에 공모가 13,200원에 상장하였다.

## 같이 보기
- 사람 메타뉴모바이러스

## 참고문헌
1. ↑  “기술분석보고서 랩지노믹스” (PDF). 《한국IR협의회》. 2024년 3월 12일. 2025년 4월 1일에 확인함.
2. ↑  “랩지노믹스, 주당 1주 무상증자 결정”. 《바이오스펙테이터》. 2023년 7월 24일. 2025년 4월 1일에 확인함.
3. ↑  “랩지노믹스 전 미국 메릴랜드주지사와 협업 논의, 미국 진단시장 공략 박차”. 《비지니스포스트》. 2023년 9월 21일. 2025년 4월 1일에 확인함.
4. ↑  “랩지노믹스, 768억 규모 클리아랩 '큐디엑스' 인수”. 《히트뉴스》. 2023년 7월 27일. 2025년 4월 1일에 확인함.